# Hyphodontia erastii
Hyphodontia erastii är en svampart som beskrevs av Saaren. & Kotir. 2000. Hyphodontia erastii ingår i släktet Hyphodontia och familjen Schizoporaceae.  Artens status i Sverige är: Ej påträffad. Inga underarter finns listade i Catalogue of Life.